# Karl Brandstätter
Karl Brandstätter (* 1946 in Villach) ist ein österreichischer bildender Künstler.

## Leben
Karl Brandstätter studierte von 1965 bis 1970 an der Akademie der bildenden Künste Wien. 1965 und 1966 besuchte er die Internationale Sommerakademie für Bildende Kunst Salzburg für Radierung bei Johnny Friedlaender.
Von 1968 bis 1977 lebte und arbeitete Brandstätter im Atelier Friedlaender in Paris.
Brandstätter lebt und arbeitet in Ebenthal in Kärnten.

## Auszeichnungen
- 2000 Berufstitel Professor

## Ausstellungen

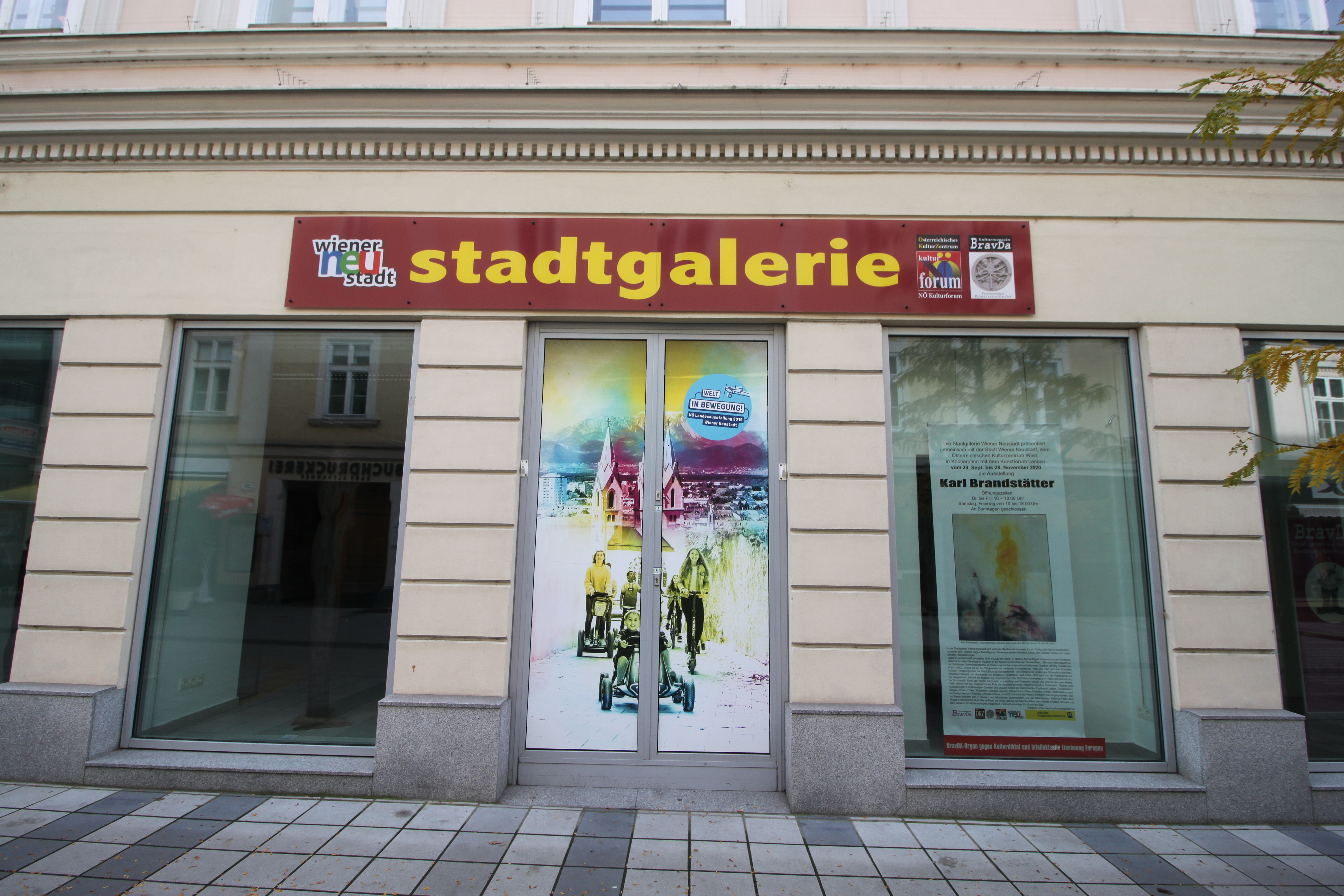
SUBTIL in der Stadtgalerie Wiener Neustadt 2020

- 2020 SUBTIL – Malerei, Grafik und Figuren. Stadtgalerie Wiener Neustadt[1]

## Publikationen
- Durchsicht. Mit einem Vorwort von Trude Polley. Galerie B., Kärntner Dr.- u. Verl.-Ges., Klagenfurt 1987, ISBN 978-3-85391-072-6.
- Graphisches Werk. 1965–1990. Mit einem Vorwort von Bertram Karl Steiner. Oeuvre gravé: 1965–1990. übersetzt von Susanne Brandstätter-Waldman, Galerie B., Kärntner Dr.- u. Verl.-Ges., Klagenfurt 1989, ISBN 978-3-85391-088-7.